# Пальміра Тауншип (округ Пайк, Пенсільванія)
Пальміра Тауншип (англ. Palmyra Township) — селище (англ. township) в США, в окрузі Пайк штату Пенсільванія. Населення — 3206 осіб (2020).

## Демографія
Згідно з переписом 2010 року, у селищі мешкало 3312 осіб у 1455 домогосподарствах у складі 1008 родин. Було 4088 помешкань
Расовий склад населення:
| - 97,3 % — білих - 0,8 % — чорних або афроамериканців - 0,7 % — азіатів - 0,3 % — корінних американців |

До двох чи більше рас належало 0,5 %. Частка іспаномовних становила 2,7 % від усіх жителів.
За віковим діапазоном населення розподілялося таким чином: 18,4 % — особи молодші 18 років, 56,3 % — особи у віці 18—64 років, 25,3 % — особи у віці 65 років та старші. Медіана віку мешканця становила 51,1 року. На 100 осіб жіночої статі у селищі припадало 100,0 чоловіків;  на 100 жінок у віці від 18 років та старших — 100,1 чоловіків також старших 18 років.
Середній дохід на одне домашнє господарство  становив 66 556 доларів США (медіана — 47 591), а середній дохід на одну сім'ю — 72 905 доларів (медіана — 51 489). Медіана доходів становила 52 946 доларів для чоловіків та 31 442 долари для жінок. За межею бідності перебувало 8,2 % осіб, у тому числі 9,2 % дітей у віці до 18 років та 3,9 % осіб у віці 65 років та старших.
Цивільне працевлаштоване населення становило 1293 особи. Основні галузі зайнятості: освіта, охорона здоров'я та соціальна допомога — 24,7 %, мистецтво, розваги та відпочинок — 11,6 %, науковці, спеціалісти, менеджери — 10,3 %, будівництво — 9,7 %.